# Beszélnünk kell Kevinről
A Beszélnünk kell Kevinről Lionel Shriver azonos című, 2003-as regénye alapján 2011-ben készült angol–amerikai filmdráma, amely egy iskolai mészárlás apropóján azt a kérdést feszegeti, hogy léteznek-e születésüktől rossz emberek, illetve elképzelhető-e, hogy egy anya az ösztönök ellenére sem szereti gyermekét.

## Cselekmény
|  | Alább a cselekmény részletei következnek! |

Eva, a sikeres útikönyvszerző gyermeket szül. Kevin érkezése felforgatja az életét: feladja karrierjét, kénytelen New Yorkból egy unalmas kisvárosba költözni. Eva  már a csecsemő Kevinnel sem találja a hangot, nem tudja megnyugtatni. Ahogy a kisgyerek cseperedik, egyre mérgesedik a viszonyuk, és Kevin egyre ellenségesebben viselkedik anyjával. Az apa, Franklin nem veszi komolyan Eva panaszait, szerinte a gyerekkel nincs semmi baj; ők jól kijönnek egymással. Eva később megszüli Celiát, akivel valódi anya-gyermek kapcsolata alakul ki. A 16 éves Kevin – miután eltünteti Celia tengeri malacát, majd felelőssé válik abban, hogy a kislány egyik szemére megvakul – egy napon íjával lelövi apját és húgát, majd az iskolában több gyerekkel is végez. Börtönbe kerül, anyja pedig lecsúszik, egy nyomorúságos házban él és egy vacak munkahelyen dolgozik. A szomszédok, a halott gyerekek szülei, valamint munkatársai megalázzák, zaklatják, de ő rendszeresen látogatja fiát.
|  | Itt a vége a cselekmény részletezésének! |

## A film szerkezete

Swinton a domináns vörös környezetben

A film több idősíkot keverve építkezik. Az egyik sík az iskolai mészárlás utáni helyzetet mutatja be: Eva, mintegy magára vállalva fia bűneit, tűri, hogy házát, autóját vörös festékkel öntsék le, megüssék az utcán, összetörjék az áruházban a kosarába tett tojásokat, szidalmazzák. A nő bűntudatot érez, mert nem szerette Kevint, és hibásnak érzi magát fia tettéért. Mindazonáltal hazavárja őt, mert új házában pontosan úgy rendez be egy szobát, amilyen az Keviné volt egykoron.
A másik síkban a múlt emlékei törnek fel: a nő szabadsága Kevin születése előtt, aztán a csecsemővel, a kisgyerekkel, a kamasszal folytatott állandó veszekedései. Kevin elviselhetetlenül viselkedik anyjával, apjával viszont kedves. Emiatt a két szülő teljesen másként tekint rá, és kettőjük kapcsolata is megromlik. Ebben a síkban követi el a fiú az iskolai mészárlást.
A filmet végigkíséri a vörös szín hangsúlyos alkalmazása – a spanyolországi paradicsomcsata, a vörös festék a házon és az autón, a paradicsomkonzervek a közértben, az ébresztőóra villogó számai -, mintegy a vérfürdő metaforájaként.

## A film olvasatai
- A film egyik értelmezési lehetősége, hogy Kevin gonosznak született, nem a családi háttér tette azzá. Ezt erősíti a fiú által anyjával vagy húgával szemben elkövetett rengeteg "aljasság".
- Kevint az tette érzéketlen pszichopatává, hogy Eva nem szerette őt, nem tudott bánni vele, pedig viselkedése a kislányával azt tanúsítja, hogy képes a "normális" anya szerepére.
- Egy harmadik értelmezési lehetőség az, hogy Kevin és Eva is vágyik a másik szeretetére, csak képtelenek voltak ezt a másik számára érthetően kimutatni. Ezt erősíti a búcsúzási jelenet a film végén.

## Szereposztás
| Szereplő             | Színész        |
| -------------------- | -------------- |
| Eva Khatchadourian   | Tilda Swinton  |
| Franklin Plaskett    | John C. Reilly |
| Kevin Khatchadourian | Ezra Miller    |

## Jelölések díjra
- Arany Pálma (jelölés)
- Golden Globe-díj a legjobb női főszereplőnek – filmdráma (jelölés)